# Wormed
Wormed es una banda española de death metal de Madrid con letras de ciencia ficción, formados en 1998. En 2020 fue considerada por la revista Loudwire la mejor banda de metal española de la historia.

## Historia
La primera formación fue: J. Oliver (guitarra), Dani (guitarra), Guillemoth (bajo) Andy C. (batería). Después de unos meses, la banda contacta a Phlegeton, el que sería el vocalista oficial de Wormed. Phlegeton le proporciona un aire fresco a la banda transformando el clásico concepto gore a un concepto basado en temas del espacio, la ciencia, las matemáticas o la química. La música se convirtió en un atípico Death Metal lleno de influencias diversas.
En diciembre de 1999, la banda graba su primer demo: Floating Cadaver In The Monochrome, con la colaboración de Tana (Avulsed) como ingeniero de sonido. Este trabajo tuvo una gran bienvenida en la escena underground, vendiendo más de 1500 copias en todo el mundo.
En 2001 la banda vuelve al estudio para grabar el CD promocional Voxel Mitosis, incluyendo una sola canción. El sonido es más profesional que el anterior. Después de la grabación del CD promocional, Dani deja Wormed, debido a la falta de compromiso con la banda. Sin embargo, la banda recibe reconocimiento tocando en conciertos y festivales fuera de la ciudad, dándole a la banda el nombre en la escena local e internacional, y recibiendo gran aceptación entre la audiencia.
En 2003 se reúnen nuevamente para grabar su CD de larga duración: Planisphærium, el álbum que demostraría su calidad musical en el Brutal Death Metal, abriéndoles las puertas a nuevos escenarios y siendo invitados a grandes festivales en Europa, aumentando su popularidad en la escena de este continente.
En el 2003 J.Oliver deja la banda, por lo que Wormed comienza a buscar un reemplazo para éste, hasta que 2 meses después encuentran a Charly, guitarrista de Wormineye, una banda de Death metal proveniente de Valencia. Charly toca en la gira japonesa de 2005 (la primera de un grupo español de estas características) en la primera gira europea y se presentan por primera vez en EE. UU. en el prestigioso Maryland Death Fest.
Después de un periodo de inactividad, la banda empieza a componer nuevamente con J.Oliver y esta vez con  Phlegeton a la batería, en 2008 Charly deja la formación, y reclutan a Migueloud guitarrista de Human Mincer, grabando en 2010 la banda lanza el sencillo Quasineutrality a través de la discográfica española "Pathologically Explicit Recordings". En 2012 el disco Planisphærium y "Quasineutrality" son editados a través de la discográfica norteamericana Willowtip Records incluyendo bonus tracks y re-masterización a cargo de Delta314 Sound Studio.
Considerando la posibilidad de empezar la actividad en directo la banda decide reclutar a un nuevo batería, Ricardo Mena, Riky de la banda española de Death Metal, Avulsed.
En mayo de 2013 su segundo disco Exodromos sale a la luz. El nuevo álbum fue grabado en los estudios Sadman de Madrid por Carlos Santos y es masterizado por Mika Jussila (Amorphis, Impaled Nazarene, Children of Bodom, Nightwish ...) en los famosos estudios Finnvox de Helsinki, Finlandia. "Exodromos" es editado por Willowtip Records en EE. UU. y Hammerheart Records / Europa.
El concepto de Exodromos es una precuela de Planisphaerium. La historia habla de conceptos científicos futuristas y visiones caóticas del último ser consciente que queda en cosmos, Krighsu. En particular, en relación con el despertar de los "Chrym" una vez que los últimos humanos del año 8K, llamados los Terrax, desaparecen, y el universo conocido es absorbido por un agujero de gusano cuántico en una reionización invertida multi-vectorial. Krighsu, viajará a través de los xenoversos para fundar un nuevo mundo con la semilla humana.
En marzo de 2016 salió a la venta el tercer disco denominado Krighsu.
En marzo de 2018 se hace pública la trágica noticia de la muerte del batería Guillermo Calero. Sobreponiéndose a esa tragedia, publicaron en 2019 un nuevo EP con su nuevo batería V-Kazar, Metaportal, que recibió buenas críticas por la prensa especializada nacional e internacional.
En 2022 se una a la banda  D-Kazar como guitarrista. En 2024 publican su disco Omegon, cosechando excelentes críticas.

## Miembros

### Actuales
- J.L. “Phlegeton” Rey - Vocalista (Wrong, Banished from Inferno, Godüs, Human Mincer, The YTriple Corporation, Unsane Crisis , ex-Infernal, ex-Nüll).
- Miguel Ángel “Migueloud” - Guitarras (Human Mincer, Body on Sections, ex-Hybrid, ex-The Last Legacy of Elagabal).
- Guillermo “Guillemoth” García - Bajo  (Human Mincer, ex-Abnormity, ex-Apostles of Perversion, ex-Bloodoline (live), ex-The YTriple Corporation (live)).
- Gabriel “V-Kazar” Valcazar - Batería (Aposento, Ernia).
- Daniel "D-Kazar" Valcazar - Guitarras (Ernia).

### Pasados
- Riky - Batería
- Andy C. - Batería
- Charly - Guitarra
- Dani - Guitarra
- J. Oliver - Guitarras
- G-Calero - Batería (fallecido el 9 de marzo de 2018)

## Discografía

### Álbumes
- 2003: Planisphærium[12]
- 2013: Exodromos[13]
- 2016: Krighsu[14]
- 2024: Omegon

### Maquetas,EPsySplit
- 1999: Floating Cadaver In The Monochrome[15] (Maqueta)
- 2001: Voxel Mitosis[16] (Maqueta)
- 2004: Get Drunk or Die Trying: Premature Burial Tour Vol. 1 (split con Goratory y Vomit Remnants[17])
- 2010: Quasineutrality[18] (EP)
- 2019: Metaportal[19] (EP)